# SN 2007bk
SN 2007bk – supernowa typu Ia odkryta 20 kwietnia 2007 roku w galaktyce A152845+5852. W momencie odkrycia miała maksymalną jasność 16,50m.